# Akseli Lajunen
Akseli Lajunen (* 1. Februar 1982 in Lieksa) ist ein ehemaliger finnischer Skispringer und Nordischer Kombinierer.

## Werdegang
Lajunen, der für den Verein Jyväskylän Hiihtoseura in seiner Heimatstadt Lieksa startete, begann 1997 mit dem Profi-Skispringen im Continental Cup (COC). Am 4. März 1999 wurde er im Rahmen der nationalen Gruppe erstmals für das Weltcup-Springen in Kuopio nominiert und konnte dort mit dem 30. Platz seinen ersten Weltcup-Punkt gewinnen. Es sollte jedoch sein einziger Punktgewinn bei einem Weltcup bleiben. Bei der Junioren-Weltmeisterschaft 2000 in Štrbské Pleso gewann er mit dem Team die Bronzemedaille. Im Continental Cup konnte er seine Leistungen beständig steigern und konnte so in der Saison 2000/01 am Ende die Gesamtwertung mit 929 Punkten gewinnen. Unter anderem gelang ihm der Sieg beim Springen auf der Adlerschanze in Schönwald im Schwarzwald. Die Folgesaison verlief jedoch nicht mehr erfolgreich, so dass er nach nur 51 gewonnenen Punkten und Platz 150 in der Gesamtwertung seine Karriere als Skispringer beendete und zu den Nordischen Kombinierern wechselte.
Bei den Kombinierern startete Lajunen ab Januar 2003 für insgesamt fünf Rennen im B-Weltcup. Jedoch blieb er auch hier erfolglos und beendete deshalb nach dem Saisonende auch diese Laufbahn frühzeitig.

## Erfolge

### Skispringen

#### Continental-Cup-Siege im Einzel
| Nr. | Datum            | Ort          | Typ           |
| --- | ---------------- | ------------ | ------------- |
| 1.  | 26. Februar 2000 | Schönwald    | Normalschanze |
| 2.  | 27. Januar 2001  | Lauscha      | Normalschanze |
| 3.  | 17. März 2001    | Örnsköldsvik | Normalschanze |

## Statistik

### Skispringen

#### Weltcup-Platzierungen
| Saison  | Platz | Punkte |
| ------- | ----- | ------ |
| 1998/99 | 101.  | 001    |

#### Continental-Cup-Platzierungen
| Saison  | Platz | Punkte |
| ------- | ----- | ------ |
| 1997/98 | 223.  | 017    |
| 1998/99 | 046.  | 253    |
| 1999/00 | 037.  | 271    |
| 2000/01 | 001.  | 929    |
| 2001/02 | 149.  | 051    |